# 日光中宮祠事件 (松本清張)
『日光中宮祠事件』（にっこうちゅうぐうしじけん）は、松本清張の短編小説。1958年4月『週刊朝日』別冊新緑特別読物号に掲載され、同年6月に短編集『黒地の絵』収録の一作として、光文社から刊行された。
1959年にテレビドラマ化されている。

## あらすじ
岡本綺堂『半七捕物帳』の愛読者である私は、雑誌『捜査研究』に掲載された日光市の一家無理心中事件の小さな紹介に興味を持ち、東京近県の県警察本部刑事部長のK氏とその部下の吉田警部に古い料亭で会い、長い話を聞きはじめる。
1955年の夏、三人組の強盗傷害事件が発生し、久喜警察署の捜査本部で事件に従事、主犯の新井志郎を調べるうちに、続々と未解決事件を自供する。するとある日、犯行記事を見た日光市の隆円寺の住職・加島竜玄が駆けつけ、1946年5月4日に起きた親戚の無理心中事件と手口が似ているので、取り調べてもらいたいと云う。日光市中宮祠の飲食店兼旅館業の芦尾厳市が、家族五人を殺し家に放火して無理心中したとされるこの事件は、町の人も殺人放火だと噂したくらいであるが、住職自ら資料を集め地検あてに嘆願書を出したものの、捜査のやり直しはされなかった。当時所轄の日光警察署は芦尾厳市による一家心中事件と断定していたが、加島竜玄の申告にもっともなところがあると思ったK捜査一課長（当時）は、検察庁や地検から事件記録をとりよせて目を通し、警察署の捜査が最初から一家無理心中と規定し、面子の上から最初の方針に固執、違背するデータが外されているとの感を抱く。新井志郎に尋問すると、自分と金子という朝鮮人の共犯と述べるが、供述にあいまいで不審な点が多かったため、K捜査一課長、吉田警部補（当時）および福島孝平刑事は、事件の再捜査に乗り出す。

## エピソード
- 著者は「一刑事が犯人を探し回って追及する姿がある警察雑誌に出ていたので[1]、もっと詳しい関係書類を見たいと思い、当時の栃木県警察部長だった人を転任先の埼玉県警本部に訪ね、書類の一切を貸してもらった。これも、ほとんど記録通りに書いたが、話を聞いた場所の浦和の料亭の冬枯れた池の色がまだ眼に残っている」と記している[2]。
- 本小説では、被害者側の設定は実際の事件と異なっているが、犯人とされる在日朝鮮人は実名入りで書かれている。南富鎭は、本作は清張の小説名が事件の通称名になっているほど、清張の文学作品が実際の事件の枠組みを作ったといえると述べている[3]。

## テレビドラマ
1959年12月8日、NETテレビの「サスペンスタイム」枠（20:00 - 21:00）にて放映。
キャスト
- 殿山泰司
- 富田浩太郎
- 柳永二郎
- 真弓田一夫
- 若宮忠三郎

スタッフ
- 脚色：岡田達門